# رباط میل
رباط میل (اراک)، روستایی از توابع بخش مرکزی شهرستان اراک در استان مرکزی ایران است. زبان مردم این روستا ترکی و فارسی است
این روستا به دلیل قرار داشتن بر سر یکی از شاه راه استان است دارای کاروانسراهای فراوان بوده‌است.
رباط در لغت به معنی کاروانسرا می‌باشد و کاروانسراها در گذشته با نامهای مختلفی قابل شناسایی بودند. «میل» نام کوهی در نزدیکی روستا است که کاروانسرا یا همان رباط به اسم این کوه شناخته می‌شد به صورتی که کاروانسرای کوه میل به رباط میل تبدیل شده‌است.
روستای رباط میل در کنار خط راه‌آهن تهران_آبادان که از کنار این روستا عبور می‌کند.
همچنین تفرجگاه جنگلی چپقلی در روبروی این روستا واقع شده‌است.
روستای رباط میل با دارا بودن بیش از ۲۰۰ کارگاه و اشتغال زایی به یک روستای صنعتی تبدیل شده
که شغل اکثر مردم روستا کابینت سازی می‌باشد.

## جمعیت
این روستا در دهستان سده قرار دارد و براساس سرشماری مرکز آمار ایران در سال ۱۳۸۵، جمعیت آن ۹۶۷ نفر (۲۷۹خانوار) بوده‌است.